# Ilanlu Tape
Ilanlu Tape – wieś w Iranie, w ostanie Azerbejdżan Zachodni, w szahrestanie Mijandoab. W 2006 roku liczyła 326 mieszkańców.